# Nietążkowo Szkoła
Nietążkowo Szkoła - wąskotorowy kolejowy przystanek osobowy w Nietążkowie, woj. wielkopolskim, w Polsce.